# Когольйос-Вега
Когольйос-Вега (ісп. Cogollos Vega) — муніципалітет в Іспанії, у складі автономної спільноти Андалусія, у провінції Гранада. Населення — 2068 осіб (2010).
Муніципалітет розташований на відстані близько 350 км на південь від Мадрида, 11 км на північ від Гранади.

## Демографія
Динаміка населення (INE ):

## Галерея зображень

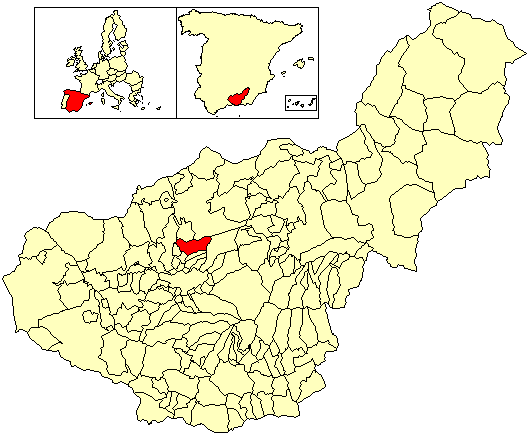
Розташування муніципалітету у провінції Гранада